# Maybach W1
Maybach W1 – pierwszy samochód osobowy pochodzący z fabryki Maybacha.
Wykonano tylko jeden egzemplarz, w celu przetestowania nowych technologii.
Samochód ten był bardzo innowacyjny jak na owe czasy – zastosowano w nim wiele nowości. Między innymi miał nowoczesną sylwetkę zaprojektowaną przez Karla Maybacha. Pojazd posiadał nowy, sześciocylindrowy silnik, o mocy 46 KM (34 kW). Napęd przenoszony był na tylną oś. Cały układ napędowy również był zaprojektowany przez twórcę tej firmy. Podwozie pochodziło z fabryki Daimlera. Do tego luksusowego na owe czasy pojazdu mogło wsiąść trzech pasażerów i kierowca.